# کلیک‌ایر

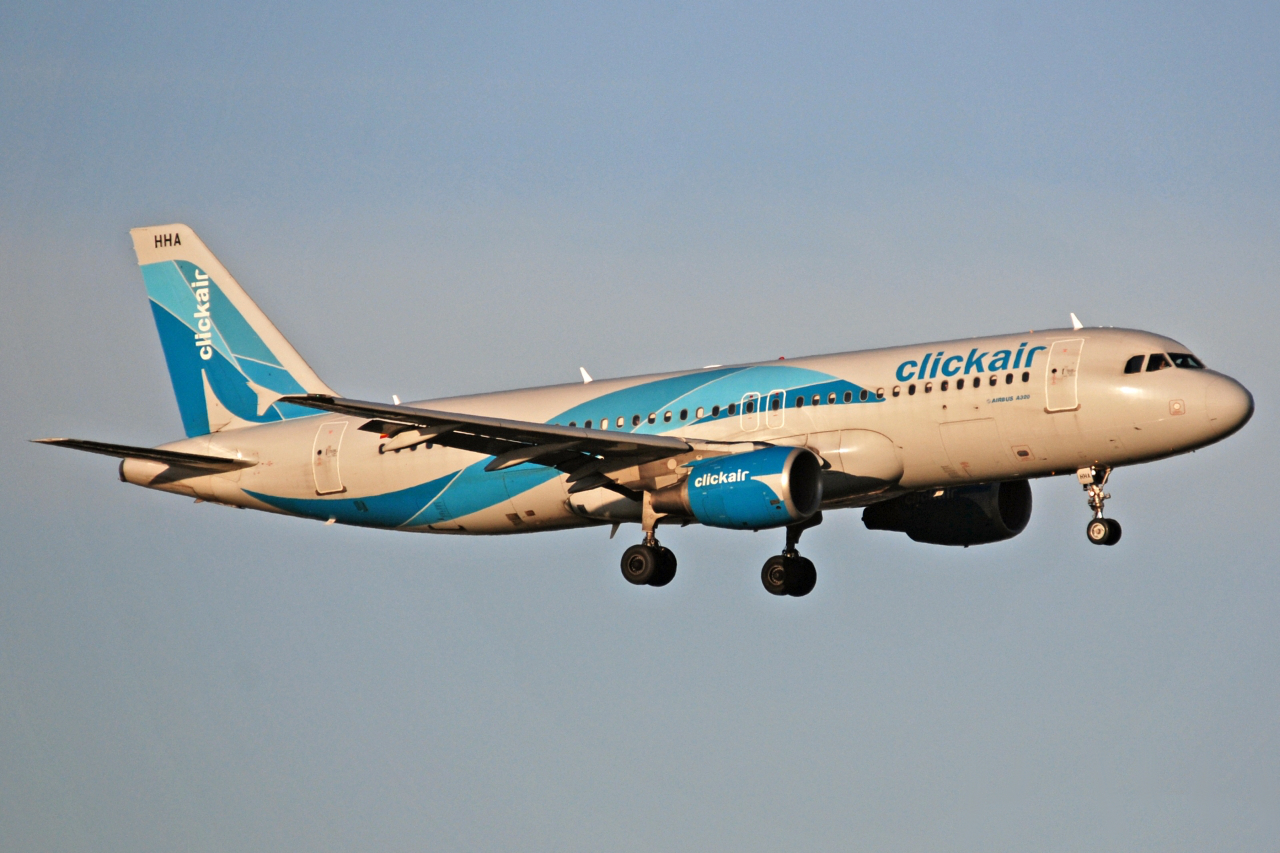
ایرباس ای۳۲۰-۲۰۰ متعلق به کلیک‌ایر

```
کلیک‌ایر
 
(به 
انگلیسی
:
 
Clickair
)
 یک 
شرکت هواپیمایی ارزان‌قیمت
 بود که در 
ال پرات د یبرگات
 در نزدیکی 
بارسلونا
، 
اسپانیا
 مستقر بود. 
[
۱
]
 
[
۲
]
  کلیک‌ایر به حدود ۴۰ مقصد در 
اروپا
 پرواز داشت. پایگاه اصلی این شرکت هواپیمایی فرودگاه 
بارسلونا-ال پرات
 بود.
[
۳
]
 کلیک‌ایر در ۱۵ ژوئیه ۲۰۰۹ با شرکت 
ویولینگ
 ادغام شد. 
```

## ناوگان
ناوگان کلیک‌ایر در ۲۱ مارس ۲۰۰۹ به ترتیب زیر بود:  